# イーデザイン損害保険
イーデザイン損害保険株式会社（イーデザインそんがいほけん、英語: E.design Insurance Co.,Ltd.）は、インターネットや携帯電話を活用した自動車保険を取り扱う損害保険会社。東京海上ホールディングスの子会社である。

## 概要
東京海上ホールディングスとNTTの子会社であるNTTファイナンスの共同出資により2009年1月26日に設立。同年6月13日に営業を開始した。広告では「東京海上グループ」を前面に出したPR活動を行っている。
シンボルマークは東京海上グループ共通のミレアグローブを使用しているが、英字の「TOKIO MARINE」の部分は2段で「TOKIO MARINE e.design」となり、間に線が入る。
業界初の試みとして、新規申込時にコンタクトセンターでの見積もり内容をQRコード入り葉書で送付し、携帯電話で申し込む“モバイル「さくっ」と契約”と、契約更新時にQRコード入りの葉書を送付し、携帯電話で更新手続きを完結する“モバイル「さくっ」と更新”を導入している。
2025年10月1日付で東京海上ダイレクト損害保険株式会社へ商号を変更予定。

## 沿革
- 2009年
  - 1月26日：東京海上ホールディングスとNTTファイナンスの共同出資による損害保険会社の設立に向け、準備会社イーデザイン損保設立準備株式会社（-そんぽせつりつじゅんび）を設立。
  - 6月8日：損害保険業免許を取得。同時にイーデザイン損害保険株式会社に社名変更。
  - 6月13日：営業開始。
- 2013年
  - 1月10日：保険開始日が同年5月1日以降の契約を対象にノンフリート等級別料率制度改定を行うことを発表。
- 2025年
  - 10月1日：東京海上ダイレクト損害保険株式会社へ商号を変更予定。